# Csúf szerelem
Csúf szerelem (eredeti cím: Beastly) 2011-ben bemutatott amerikai romantikus-drámafilm, amely Alex Flinn 2007-es azonos című regénye alapján készült. A filmet Daniel Barnz rendezte. A főszereplők Alex Pettyfer és Vanessa Hudgens.
Az Amerikai Egyesült Államokban 2011. március 4-én mutatták be.

## Cselekmény
|  | Alább a cselekmény részletei következnek! |

Kyle Kingson (Alex Pettyfer) arrogáns, nagyképű kamasz, aki Rob Kingson hírolvasó (Peter Krause) fia. Hamarosan a fiút megfélemlíti Kendra Hilferty (Mary-Kate Olsen) nem tudva, hogy egy gonosz boszorkány; átváltoztatja egy szőrtelen, erősen heges, csúf-tetovált sráccá. Ha Kyle nem talál valakit, aki a következő tavaszra beleszeretne, örökre csúf ember marad. Kyle-t magánházba viszik a szobalány Zola Davies (LisaGay Hamilton) és a vak oktató, Will (Neil Patrick Harris) mellé. Mindketten vigasztalást jelentenek Kyle-nak, mivel az apja nem volt hajlandó kezelni a hegeket, ezért magára hagyta.
A tavasz közeledtével Kyle elkezd lelkesedni a korábbi osztálytársáért, Lindy Taylorért (Vanessa Hudgens), akit mindig is elkerült. Hamarosan két kereskedőtől menti meg drogfüggő apját, az egyiket lelövi, a másikat viszont felbérelték Lindy megölésére. Kyle meggyőzi Lindy apját (Roc Lafortune), hogy engedje meg neki, hogy beköltözzön hozzá. Először Kyle hamis személyazonosságot használ, és Hunterként mutatkozik be. Ezenkívül megtiltja Lindynek, hogy láthassa, ezért az ajándékokkal való kedveskedések mellett folyton csak rejtőzködik előle, ami annyira feldühíti a lányt, hogy végül beszél vele. Kyle felfedi az arcát, majd valami csoda folytán elkezdenek kötődni egymáshoz. Kyle szerelmeslevelet ír, melyben feltárja a Lindy iránti érzelmeit, de az elutasítás félelme miatt nem meri neki odaadni. Meglátogatja Kendrát, hogy még több időt kérjen tőle; elutasítja, viszont, ha Lindynek sikerül viszonoznia szeretetét felé, helyreállítja Will látását, és Zola zöldkártyát kap három jamaicai gyermekéhez.
A túlélő kábítószer-kereskedő börtönbe kerül. Kyle és Lindy meglátogatja Lindy apját a kórházban. Átadja neki a megírt levelet, viszont szomorú lesz, amikor Lindy kijelenti, hogy csak jó barátok lehetnek. Lindy felhívja, miután elolvassa levelét, de az elkeseredett Kyle nem veszi fel a telefont. Will és Zola meggyőzése után Kyle utoljára meglátogatja Lindyt, mielőtt elmenne az iskolai kirándulásra Machu Picchuba. Kyle azt mondja neki, hogy menjen el, de amikor távozni készül, felfedi, hogy ő is szereti, így megtörik az átok. Kyle korábbi mivolta visszaváltozik, Lindyt még csak nem is érdekli ő, de amint felhívja Huntert, Kyle telefonja kezd csörögni. Amikor Lindy rájön, hogy mi történt valójában, a két fél szenvedélyesen megcsókolja egymást az utcán.
Az átok feloldása után, Will látási képességgel ébred, Zola pedig megkapta a zöldkártyát. Kendra újonc gyakornokként lép be Rob Kingson irodájába, azt mondva, hogy teszteli Robot, mint ahogy ő tette Kyle-t.
|  | Itt a vége a cselekmény részletezésének! |

## Szereplők
| Szereplő        | Színész             | Magyar hang     |
| --------------- | ------------------- | --------------- |
| Kyle Kingson    | Alex Pettyfer       | Horváth Illés   |
| Lindy Taylor    | Vanessa Hudgens     | Lamboni Anna    |
| Kendra Hilferty | Mary-Kate Olsen     | Gáspár Kata     |
| Will Fratalli   | Neil Patrick Harris | Kerekes József  |
| Zola Davies     | LisaGay Hamilton    | Bánfalvi Eszter |
| Rob Kingson     | Peter Krause        | Seder Gábor     |
| Sloan Hagen     | Dakota Johnson      |                 |
| Trey Madison    | Erik Knudsen        | Gacsal Ádám     |
| Dr. Davis       | David Francis       | Melis Gábor     |
| Dan Granburg    | Brian Eastman       |                 |
| Victor Barrel   | Gio Perez           |                 |
| Lindy apja      | Roc Lafortune       | Forgács Gábor   |